# Pilumnus humilis
Pilumnus humilis is een krabbensoort uit de familie van de Pilumnidae. De wetenschappelijke naam van de soort is voor het eerst geldig gepubliceerd in 1884 door Edward John Miers.